# Gubernatorzy generalni Saint Kitts i Nevis
Gubernator generalny Saint Kitts i Nevis – najwyższe stanowisko polityczne na Saint Kitts i Nevis. Gubernator jest reprezentantem monarchy brytyjskiego jako głowy państwa. Pod nieobecność suwerena (która faktycznie trwa przez cały czas), gubernator generalny wykonuje jego kompetencje. Co do zasady czyni to za radą rządu, jednak konstytucja określa sytuacje w których działa samodzielnie.

## Lista gubernatorów generalnych
| # | Imię i nazwisko                           | Portret         | Kadencja         | Kadencja          | Monarcha                |
| # | Imię i nazwisko                           | Portret         | Od               | Do                | Monarcha                |
| - | ----------------------------------------- | --------------- | ---------------- | ----------------- | ----------------------- |
| 1 | Clement Arrindell (1931–2011)             |                 | 19 września 1983 | 31 grudnia 1995   | Elżbieta II (1983–2022) |
| 2 | Cuthbert Sebastian (1921–2017)            |                 | 1 stycznia 1996  | 1 stycznia 2013   | Elżbieta II (1983–2022) |
| 3 | Edmund Lawrence (ur. 1932)                |                 | 2 stycznia 2013  | 19 maja 2015      | Elżbieta II (1983–2022) |
| 4 | Samuel Weymouth Tapley Seaton (1950-2023) |                 | 19 maja 2015     | 8 września 2022   | Elżbieta II (1983–2022) |
| 4 | Samuel Weymouth Tapley Seaton (1950-2023) | 8 września 2022 | 31 stycznia 2023 | Karol III (2022–) |                         |
| 5 | Marcella Liburd (ur. 1953)                |                 | 1 lutego 2023    | Karol III (2022–) | nadal                   |